# لیبهوشس
لیبهوشس (به چکی: Libhošť) یک منطقهٔ مسکونی در جمهوری چک است که در ناحیه نووی ییتشین واقع شده‌است. لیبهوشس ۸٫۱۹ کیلومتر مربع مساحت و ۱٬۶۸۰ نفر جمعیت دارد.